# Horus FT-100

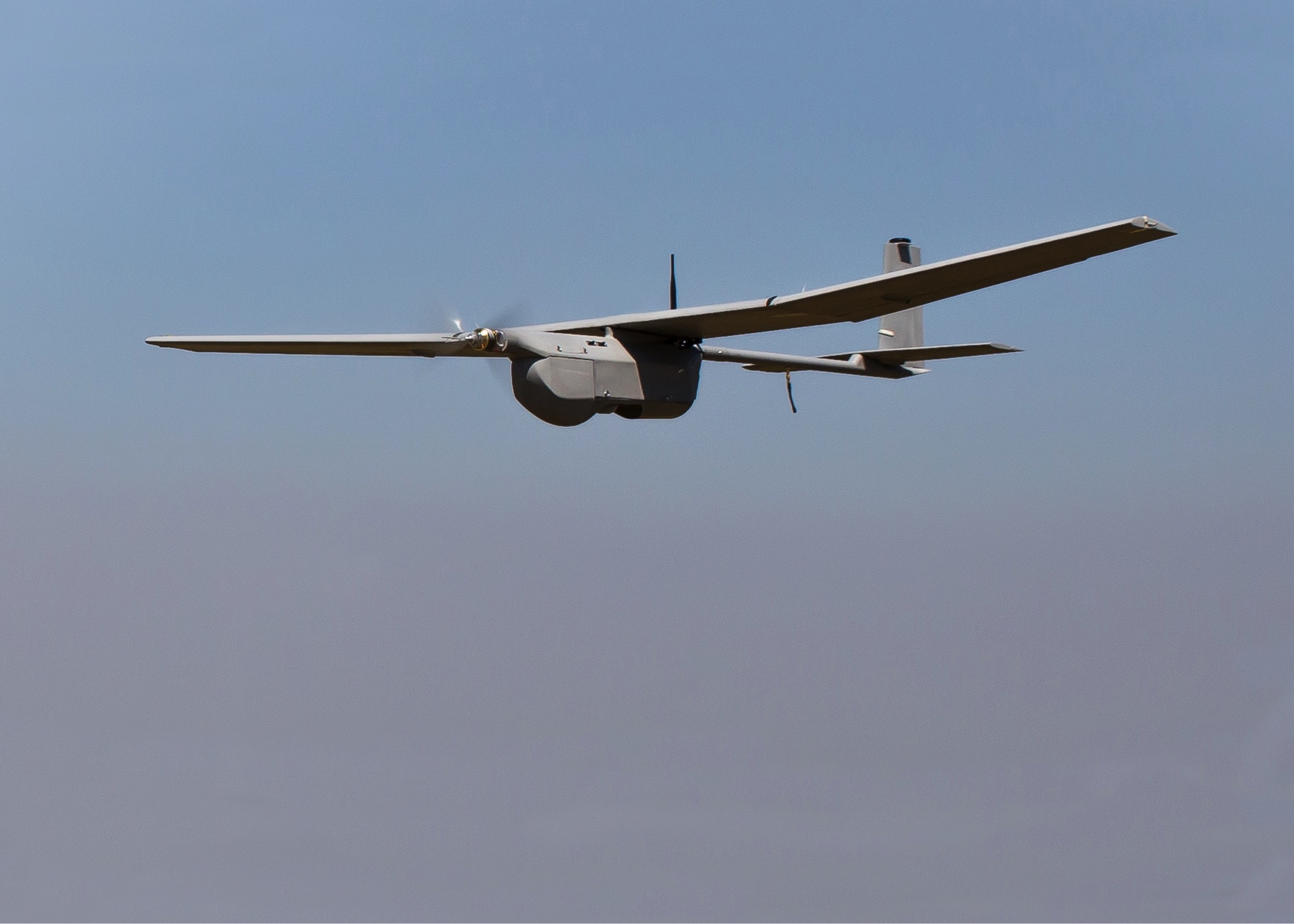
FT 100 em voo de produção

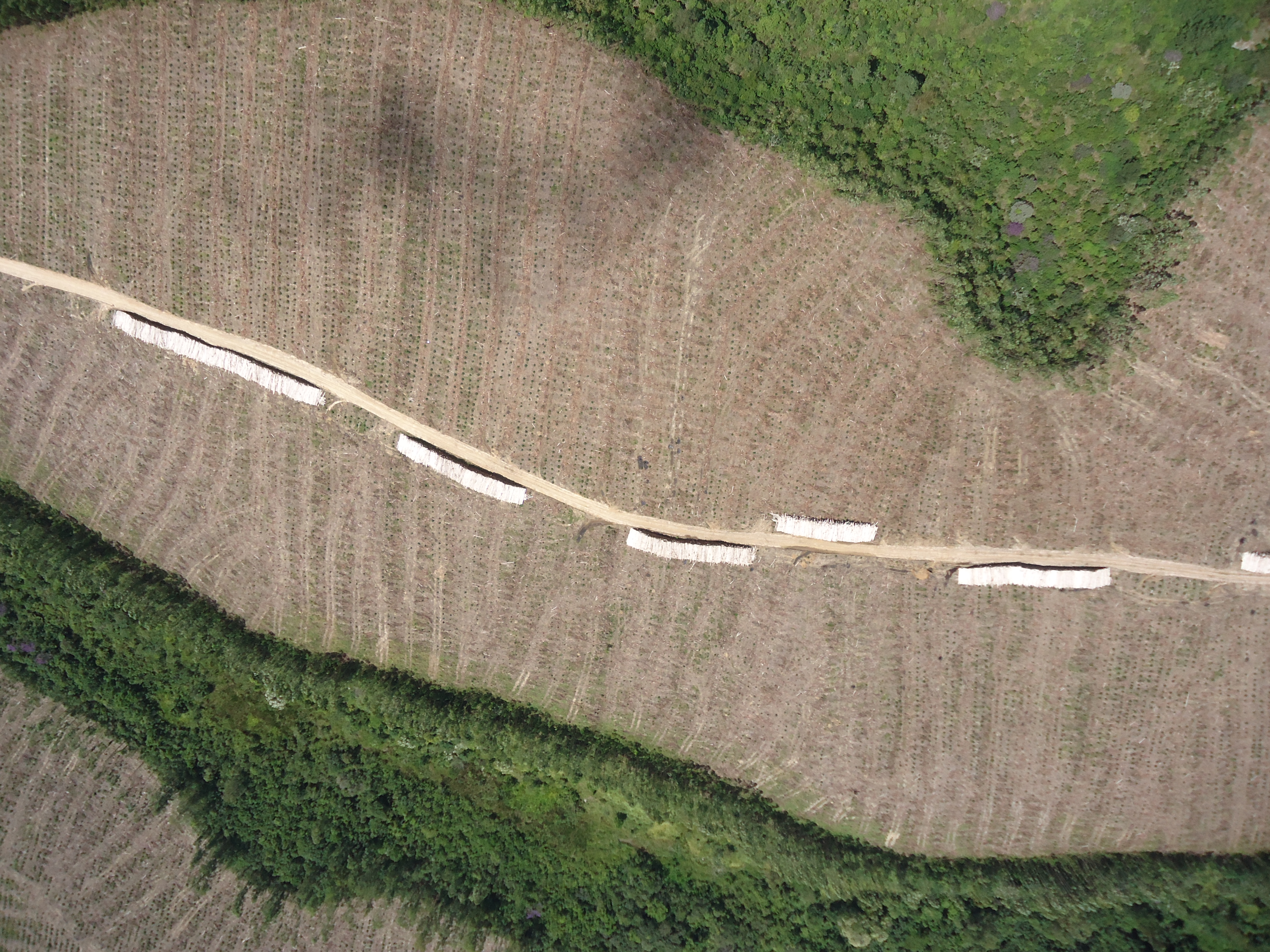
Foto aérea do FT-100

FlightTech FT-100 é um veículo aéreo não tripulado (VANT) de monitoramento desenhado pela empresa para atender, inicialmente, requisitos do Exército Brasileiro.
Foi desenvolvido pela EED-Empresa Estratégica de Defesa FT Sistemas S.A. (Flight Tech), uma empresa 100% brasileira, sediada em São José dos Campos/SP, fornecedoras de soluções de SNC - Sistema de Navegação e Controle e ARPs - Aeronaves Remotamente Pilotadas para as Forças Armadas.
Teve seu desenvolvimento financiado pela FINEP/MCTI, cujo início do projeto começou em 2010 e contou com a participação de engenheiros militares do Centro Tecnológico do Exército-CTEx e do Instituto Militar de Engenharia-IME. Já em 2011, foi realizado seu primeiro voo. Com estrutura basicamente de carbono, carrega sensores de navegação e de missão com alta performance, possui 2,71 m de evergadura, 1,9 m de comprimento, alcance de 9–12 km e autonomia de 1-2 hs. Carrega sensores embarcados EO/IR, laser pointer, SIGINT e aerofotogrametria.
Foi testado em aplicações civis, especialmente para a indústria florestal, para contagem e classificação de árvores, mapeamento de mato comptição, inventários florestais, mapas de aplicação de herbicidas e etc.
Em janeiro de 2013, o Centro Estadual de Administração de Desatres – CestAD do Departamento Geral de Defesa Civil – DGDEC, realizou missão de caráter civil com o FT 100, na cidade de Duque de Caxias/RJ. Foi a primeira vez que um VANT foi utilizado para levantamento de  áreas atingidas por desastres naturais no Brasil.
Em setembro de 2013, participou de operação conjunta com o Exército Brasileiro, no Campo de Instrução de Gericinó-CIG, executada pelo Instituto Militar de Engenharia - IME em conjunto com o Centro de Avalliação de Adestramento do Exército - CAAdEx.
Passou a ser o primeiro VANT nacional a estar equipado para realizar operações noturnas, condição que permite desempenhar missões específicas para batalhões de operações especiais, vigilância patrimonial e perimetral, além de poder apoiar missões de segurança pública.
Em 2014, foi exportado a um País africano não divulgado, transação que contou com a intermediação do Ministério da Defesa, tornando-se o primeiro VANT exportado pelo Brasil.
Ainda em 2014, foi homologado pelo Ministério da Defesa como um Produto Estratégico de Defesa-PED, sendo considerado estratégico para a Defesa Nacional.    